# Jämtlandsleden

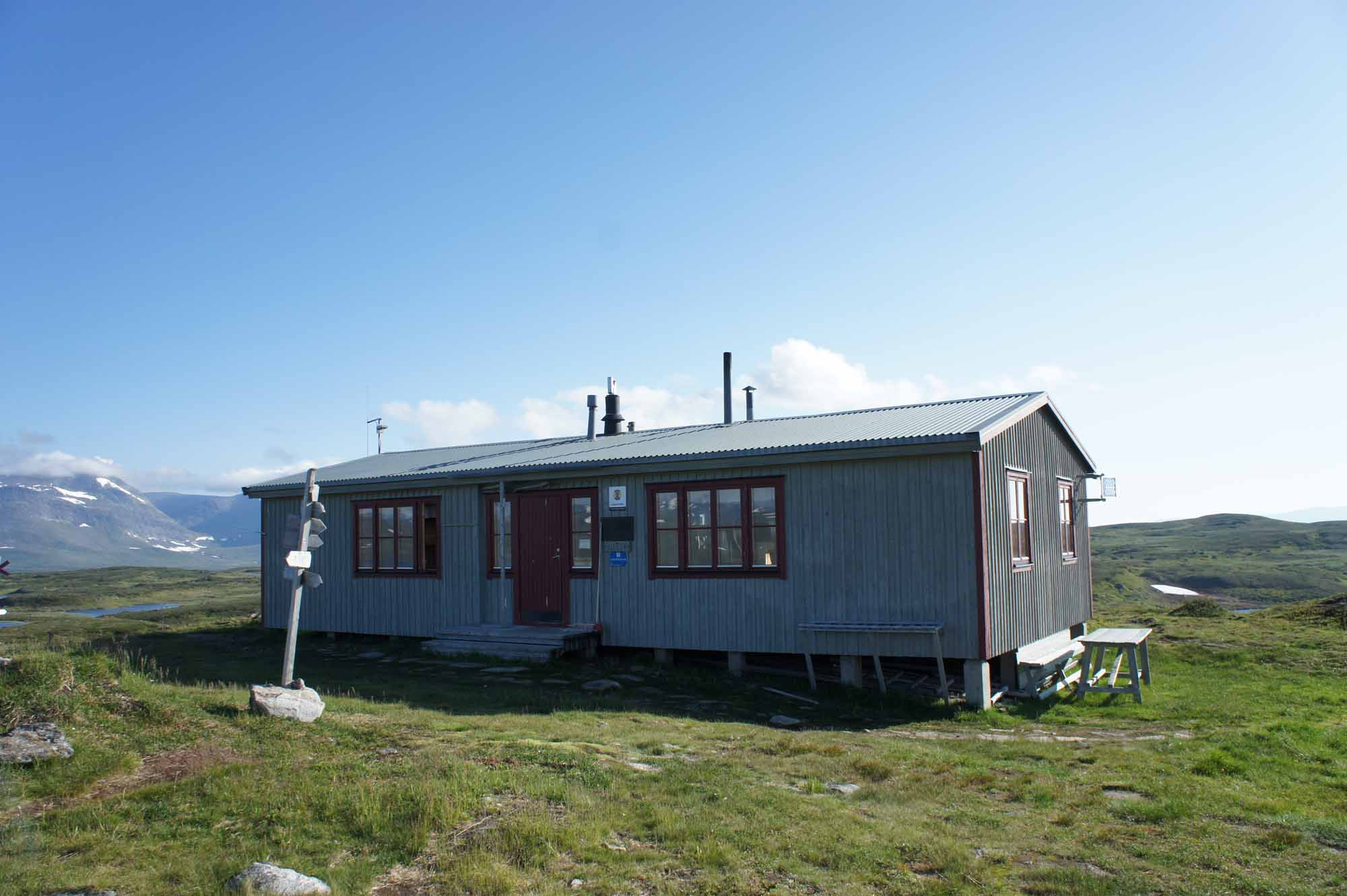
Leden passerar STFs fjällstuga Fältjägaren

Jämtlandsleden är en vandringsled i fjällen i Härjedalen och Jämtland mellan Ramundberget och Storulvån. Leden är 63 kilometer lång och uppdelad i 4 sträckor.
- Ramundberget - Fältjägarstugan 16 km
- Fältjägarstugan - Helags fjällstation 12 km
- Helags fjällstation - Sylarnas fjällstation 19 km
- Sylarnas fjällstation - Storulvåns fjällstation 16 km

Förutom någon kilometer i början och slutet går leden hela tiden på kalfjället långt ovanför trädgränsen och passerar flera större fjällmassiv som Sylarna och Helags. Vandringsleden delar delvis sträckning med Södra Kungsleden.